# Dearly Beheaded
Dearly Beheaded est un groupe de groove metal britannique, originaire de Manchester, en Angleterre. Il est formé en 1993 et séparé en 1997.

## Biographie
Formé en 1993, Dearly Beheaded sort une démo la même année avant de signer sur le label Music for Nations qui sort l'EP In a Darkened Room en 1995. L'année suivante, le groupe se produit en mai au Dynamo Open Air quelques jours avant la sortie de Temptation, un premier album produit par Colin Richardson, producteur du Burn My Eyes de Machine Head. Les critiques relèvent d'ailleurs la forte ressemblance entre les deux groupes, en particulier au niveau de la production et des parties instrumentales. En novembre, ils ouvrent sur la tournée européenne d'Annihilator.
En 1997, Dearly Beheaded sort Chamber of One, un album encore produit par Richardson et toujours publié chez Music for Nations. Ils en font la promotion en tournant en Europe avec Misery Loves Co., puis en tête d'affiche, avant finalement de cesser toute activité la même année.
Quinze ans après la fin du groupe, le batteur Simon Dawson rejoint le projet solo du bassiste d'Iron Maiden Steve Harris avec lequel il enregistre l'album British Lion. Il est aussi membre de Devilment, un projet parallèle du chanteur de Cradle of Filth Dani Filth, à leurs débuts.

## Style musical
Sur sa page Myspace, le groupe cite Black Sabbath, Celtic Frost, Metallica, Crowbar, Slayer, Fear Factory, Machine Head, et Corrosion of Conformity comme inspirations. Le groupe mise sur l'agressivité.

## Membres
- Alex Creamer - chant
- Tim Lyons Preston - basse
- Simon Dawson - batterie
- Darren Hough - guitare
- Steve Owens - guitare
- Bob Ryan - batterie
- Phil Stevens - guitare

## Discographie
- 1995 : In a Darkened Room (EP)
- 1996 : Temptation
- 1997 : Chamber of One